# Constitution espagnole de 1876
Constitution de 1869 Constitution de 1931 
 (Seconde République)
La constitution espagnole de 1876 (dans son intitulé Constitución de la Monarquía española, « Constitution de la Monarchie espagnole ») fut promulguée en juin 1876, deux ans après la restauration de la monarchie espagnole en la personne d'Alphonse XII. Largement supervisée par Cánovas, elle régit le fonctionnement de la monarchie constitutionnelle espagnole jusqu'à sa suspension lors de la dictature de Primo de Rivera de septembre 1923, à l’issue de laquelle elle ne sera jamais pleinement restaurée.
Il s’agit de la Constitution espagnole ayant eu la plus grande longévité — 47 ans —.

## Rédaction
En mai 1875, une commission formée de 341 anciens parlementaires monarchistes, majoritairement des modérés est formée. La Constitution suit dans ses grandes lignes le texte constitutionnel de 1845, rédigé par les modérés,. Toutefois, la rédaction des bases du texte constitutionnel est confiée à une sous-commission de 39 membres, sous la direction de Manuel Alonso Martínez et dans laquelle les modérés étaient minoritaires.
La Constitution est un texte bref, caractérisé par sa flexibilité, laissant la porte ouverte à des modifications légales substantielles sur certaines questions difficiles,,. Par exemple, le système électoral est évacué du texte constitutionnel, afin de faciliter l’évolution ultérieure du système, dans un premier temps censitaire, sans avoir besoin de recourir à une modification de la Constitution — c'est ainsi une loi promulguée par un gouvernement libéral qui instaure le suffrage universel masculin en 1890 —,.

## Approbation
Des élections générales sont convoquées en janvier 1876 pour former une assemblée « constituante » — qui approuve une texte déjà rédigé dans ses grandes lignes après les débats jugés opportuns et quelques amendements —. Les élections se font au suffrage universel masculin, selon le régime de la Constitution de 1869 alors toujours en vigueur.
Les amendements apportés par les parlementaires concernent essentiellement le roi et la succession.

## Présentation

### Souveraineté
Comme les Constitutions de 1837 et celle de 1845, le texte de 1876 rompt avec le principe de souveraineté nationale proclamé dans la précédente Constitution, qui suivait celle de 1812, et établit que la souveraineté est partagée entre le monarque et les Cortès,.

### Libertés et droits individuels
La Constitution garantit bon nombre de droits individuels fondamentaux présents dans le texte libéral de 1869, sans toutefois les réguler précisément, s’en remettant à la législation comme pour d’autres domaines,.
Le gouvernement a la possibilité de suspendre les garanties constitutionnelles de son initiative propre, sans besoin de consulter les Cortès. Le gouvernement fera un usage très extensif de ce droit, en déclarant 19 fois l’état d’exception jusqu’en 1917, et plus fréquemment encore jusqu’en 1923. 
Le thème de la liberté religieuse est un des plus controversés du texte. Le catholicisme est déclaré religion d’État et est la seule à pouvoir faire l’objet de manifestations publiques, ce qui suscite l'opposition de la gauche. Toutefois le texte garantit le droit à l’exercice des autres cultes dans le cadre privé « sauf le respect dû à la morale chrétienne », contre la revendication des secteurs les plus conservateurs,.

### Le roi
Le roi joue un rôle central dans le texte.
Sa personne est inviolable, il n'est pas responsable devant les Cortès. Il a le commandement suprême de l’Armée et de la Marine.
Il partage le pouvoir législatif avec les Cortès et le pouvoir exécutif avec le gouvernement. Tout ordre émanant du roi requiert l'aval du gouvernement ou d’un ministre, qui en porte dès lors la responsabilité devant le Parlement. Dans la pratique, c’est le gouvernement qui exercera les fonctions politiques attribuées au roi. La Justice est rendue au nom du monarque,, qui a la faculté de dispenser des grâces.
Il promulgue les lois et les décrets du gouvernement, nomme librement le président du gouvernement et les ministres,. Dans la pratique le monarque n’agira pas contre la volonté du Parlement et procèdera à la nomination d’un nouveau gouvernement lorsqu’une opposition se manifeste au Parlement par le rejet de plusieurs de ses propositions. En cas de crise, le roi consultera les présidents des deux chambres ainsi que les principaux leaders des factions politiques pour décider avec eux de la conduite à tenir. Toutefois, Alphonse XIII nommera à plusieurs reprises des ministres suivant sa propre initiative — comme des militaires, ou Eduardo Cobián (es), qui participe à des exécutifs de bords différents —, suscitant parfois des critiques.
Il peut convoquer, dissoudre, déclarer l’ouverture ou la suspension des Cortès.

### Le gouvernement
L'existence d'un gouvernement n'est pas explicitement mentionnée dans la Constitution ; il est néanmoins tacitement accepté par tous. Le roi nomme les ministres, qui contresignent les lois. Il est possible de cumuler un portefeuille ministériel et un siège aux Sénat, mais pas au Congrès.
Le gouvernement est en pratique soumis à la confiance des Cortès et toutes ses initiatives sont soumises à l’approbation du monarque, ce qui limite doublement son autonomie.
D'une manière générale, la période durant laquelle la Constitution de 1876 s'est appliquée se caractérise par une grande instabilité gouvernementale.

### Les Cortes
Les Cortes sont bicamérales,. Elles partagent avec le roi l'initiative en matière législative, reçoivent de celui-ci le serment de défendre la Constitution, élisent le régent, et éventuellement le tuteur d'un roi mineur.
Le Congrès est composé de députés — dans la proportion d’un député pour 50 000 habitants —, élus d'abord au suffrage censitaire, puis au suffrage universel masculin à partir de 1890. Leur mandat est de cinq ans — toutefois, aucune législature n’ira à son terme, —, et l'âge minimal pour siéger au Congrès de vingt-cinq ans. Il n’est pas possible de cumuler un siège au congrès avec un poste de ministre.
Les sénateurs sont nommés par trois moyens différents : une moitié sont sénateurs de droit — représentants de la noblesse, des hauts rangs militaires, administratifs ou ecclésiastiques — ou sont directement nommés par le roi — ils sont sénateurs à vie —, l’autre moitié étant élue par un suffrage indirect — censitaire ou en représentation de certaines corporations de l'État —,. Le président du Sénat est nommé par le roi.
Le Parlement est aussi celui qui a la faculté de juger des ministres en exercice — ce qui se produira à trois reprises durant la Restauration —, la chambre basse portant l'accusation et la chambre haute donnant le jugement.
Le roi dispose de la faculté de dissoudre le Parlement, avec l'obligation de convoquer de nouvelles élections dans les trois mois.

## Réforme
Grâce à sa flexibilité, la Constitution laisse la porte largement ouverte à des réformes démocratiques — une réforme de la Constitution peut se faire par une simple loi, sans procédure spécifique —,.
Toutefois, en dépit des demandes qui se font de plus en plus insistantes à partir de la crise du régime de 1917, de la part de l’opposition républicaine et régionaliste — notamment avec la formation de l’Assemblée de parlementaires (es) —, mais aussi de certains secteurs libéraux, qui l’intègrent dans leur programme 1922, aucune réforme de la Constitution ne sera menée à son terme.